# Eric Douglas
Eric Anthony Douglas (Los Angeles, 21 giugno 1958 – New York, 6 luglio 2004) è stato un attore statunitense.

## Biografia
Nato a Los Angeles, era il figlio dell'attore Kirk Douglas e della sua seconda moglie Anne Buydens, quindi fratello di Peter Douglas e fratellastro di Michael Douglas e Joel Douglas.
Debuttò sul grande schermo nel 1971 in Quattro tocchi di campana, con suo padre e Johnny Cash. Nel 1982 apparve nel film televisivo Senza nessuna pietà, anche in questo caso con il padre, interpretando proprio il personaggio di suo padre da giovane in scene di flashback.
Apparve in diversi film negli anni ottanta, tra cui Flamingo Kid, College in calore, Il bambino d'oro e Honor Bound. Verso la fine del decennio si esibì con la troupe Off-Broadway Noo Yawk Tawk. 
Nel 1991 apparve nella serie televisiva I racconti della cripta. Agli inizi degli anni novanta intraprese anche la carriera di cabarettista, spesso con battute autoironiche sul suo essere la "pecora nera" della famiglia Douglas. 
Negli anni novanta venne arrestato più volte; per aggressione a un agente di polizia a Beverly Hills nel 1991, per possesso di cocaina e sostanze sia a Los Angeles (1994) che a Manhattan (1996), alcune volte per guida in stato di ebbrezza, anche per aver lasciato la scena di un incidente avvenuto dopo una rissa, per aver tentato di aggredire una giovane dipendente da paziente di una struttura di riabilitazione nel Connecticut (1996).
Nel 2000 dichiarò di essere stato in coma per circa una settimana nel 1999 dopo un'overdose accidentale di Xanax. 
Nel luglio 2004 fu rinvenuto morto a Manhattan. L'autopsia stabilì che ad ucciderlo fu un'intossicazione acuta dagli effetti combinati di alcol, tranquillanti e antidolorifici. Venne sepolto a Los Angeles.

## Filmografia

### Cinema
- Quattro tocchi di campana (A Gunfight), regia di Lamont Johnson (1971)
- The Spy Who Did It Better, regia di Mark Pirro (1979)
- Flamingo Kid (The Flamingo Kid), regia di Garry Marshall (1984)
- College in calore (Tomboy), regia di Herb Freed (1985)
- Student Confidential, regia di Richard Horian (1986)
- Il bambino d'oro (The Golden Child), regia di Michael Ritchie (1986)
- Honor Bound, regia di Jeannot Szwarc (1988)
- Delta Force 3 - Missione nel deserto (Delta Force 3: The Killing Game), regia di Sam Firstenberg (1991)

### Televisione
- Time Out (The White Shadow) – serie TV, un episodio (1979)
- Senza nessuna pietà (Remembrance of Love) – film TV (1982)
- Autostop per il cielo (Highway to Heaven) – serie TV, episodio 4x06 (1987)
- La belle Anglaise – serie TV, un episodio (1988)
- I racconti della cripta (Tales from the Crypt) – serie TV, un episodio (1991)
- Alaska Kid – serie TV, un episodio (1993)